# 남농미술문화재단
남농미술문화재단은 남화의 전통유지와 문화유산 계승으로 향토문화 발전에 기여하기 위하여 1985년 7월 16일 설립된 문화체육관광부 소관의 재단법인이다.

## 주요 사업
- 남농기념관 보존 및 유물관리
- 남화의 전통유지과 계승발전
- 종합문화관의 건립 운영
- 전통문화유산 계승사업

## 소재지
전라남도 목포시 용해동 9-36

## 같이 보기
- 남농기념관